# Waldorf Astoria New York

Waldorf-Astoria är ett amerikanskt lyxhotell på 301 Park Avenue på Manhattan i New York. Hotellet var ursprungligen beläget i korsningen Fifth Avenue - 34th Street där Empire State Building i dag står. Dess nuvarande byggnad går i stilen Art déco, har fyrtiotvå våningar och stod färdigt 1931. Det är sedan 1940-talet en del av Hilton-kedjan.
Waldorf-Astoria har givit namn till den så kallade Waldorfsalladen.
På det ursprungliga hotellet hölls även de amerikanska sjöförhören kring passagerarfartyget Titanics förlisning mellan den 19 april och 28 maj 1912.
Hotellet ägs sedan 2014 av ett kinesiskt försäkringsbolag, Anbang Insurance, men kommer att drivas av Hilton de kommande 100 åren. Waldorf-Astoria håller stängt för renovering från mars 2017 till 2021 då det planeras återöppnas med 350 rum för uthyrning. Återstoden av hotellet ombildas till 375 ägarbostäder, som ska börja säljas i slutet av 2019.